# Dömény Lajos
Dömény Lajos, 1902-ig Deutsch Lajos (Ádánd, Somogy vármegye, 1880. szeptember 4. – Lemberg, Orosz Birodalom, 1914. szeptember 7.) ügyvéd, osztrák–magyar hadnagy.

## Életútja
Deutsch Sándor és Ehrlich Ida fiaként született. Az első világháborúban, az orosz fronton halt meg. Egyetemi tanulmányait Budapesten végezte, itt nyitott ügyvédi irodát is. Mint negyedéves egyetemi hallgató ismerkedett meg a cionista eszmékkel s attól kezdve a cionista mozgalomnak leglelkesebb harcosa s rövidesen egyik vezéregyénisége lett, aki különösen fáradhatatlan agilitásával és szervezőképességével tűnt ki. Megteremtette a Zsidó Nemzeti Alap (Keren Kajemeth) magyarországi irodáját, melynek egy ideig vezetője volt. Megszervezte a Kadimah cserkészcsapatot, melyet nagyszerű hozzáértéssel az ország egyik legkiválóbb csapatává fejlesztett, s Bokor Árminnal együtt megalapította az első cionista orgánumot, a Zsidó Néplapot, melynek rövid ideig szerkesztője is volt. Részt vett az általános cionista munkában is és főrésze volt a budapesti és vidéki cionista egyesületek megszervezésében. Mint publicista is tevékenykedett és számos cikket írt a hazai és külföldi cionista lapokba. Halála után, amely nagy veszteséget jelentett a cionista mozgalomra nézve, megkapta a III. osztályú tiszti érdemkeresztet.